# 가창오리
가창오리(영어: Bikal teal, Sibirionetta formosa)는 오리속의 철새이다. 북방 한계지는 시베리아동부에서 캄차카반도지역이다. 겨울이 되면 한국, 일본, 중국 북부및 동부에서 월동한다. 유전자 조사에 의하면 다른 오리와는 근연성이 없다고 하여 가창오리속에 분류되어야 한다는 의견도 있다. 대구광역시 달성군 가창면에서 처음 발견되어 이름이 붙었다는 설이 있지만, 사실이 아니다. 월동하는 대한민국의 중요한 서식지로는 창원시의 주남저수지가 있다.
몸길이 35~40 cm, 날개길이 21cm이다. 이 오리의 특징은 다채로운 색깔과 눈을 시작점으로 얼굴에 나 있는 줄이다. 수컷은 몸 전체가 화려한 데 비해, 암컷은 수수한 갈색을 띤다. 가창오리는 밀렵과 서식지 파괴로 인해 국제자연보호연맹의 취약종에 오르기도 했으나, 최근 조사에 의하면 개체수는 다시 증가하고 있다.. 가창오리수는 전 세계를 통틀어 300,000마리이다.